# Langelandia callosipennis
Langelandia callosipennis is een keversoort uit de familie somberkevers (Zopheridae). De wetenschappelijke naam van de soort werd in 1881 gepubliceerd door Edmund Reitter.